# Adam Malik

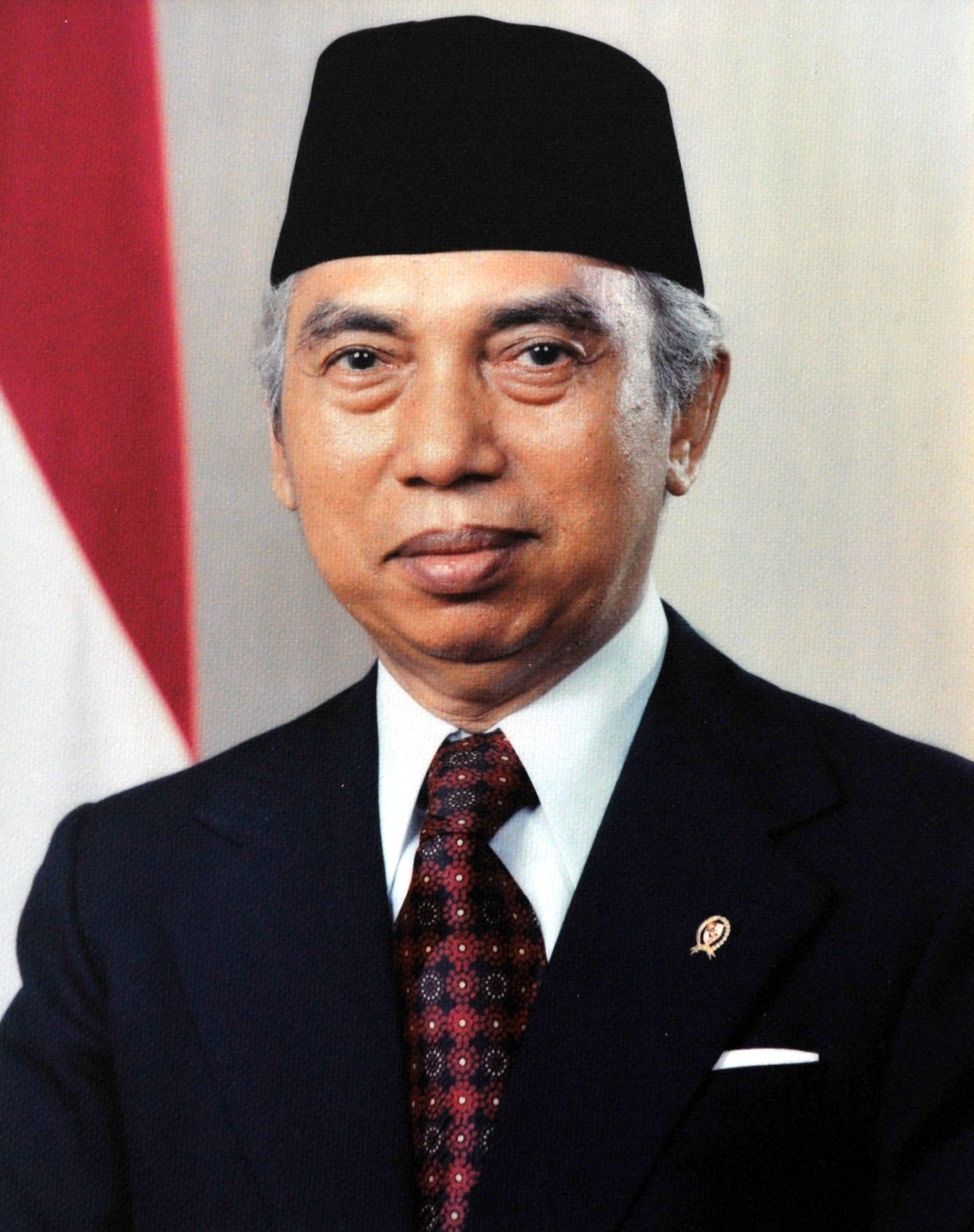
Adam Malik, 1978

Adam Malik Batubara, född den 22 juli 1917 i Pematangsiantar, Norra Sumatra, död den 5 september 1984 i Bandung, Java, var Indonesiens tredje vicepresident och en av pionjärerna inom indonesisk journalistik.

## Biografi
Malik utvecklade tidigt ett intresse för politik och redan vid 17 års ålder blev han ordförande i Pematang Siantars gren av Partindo (Indonesia Party). I detta läge drev Malik en kampanj för att den holländska koloniala regeringen skulle bevilja självständighet för Indonesien. Som ett resultat av detta blev Malik fängslad för överträdelse mot kolonialregeringens förbud mot politiska församlingar. När han frigavs, lämnade Malik Pematangsiantar för Jakarta.
Efter att ha lämnat sin hemstad fick Malik arbete som journalist. Han skrev för Partindo parti Magazine och Pelita Andalas Tidning. År 1937 bildade han tillsammans med likasinnade kollegor ANTARA, som med tiden skulle utvecklas till att bli Indonesiens nationella nyhetsbyrå.
Malik spelade en viktig roll i de händelser som ledde fram till Indonesiens självständighetsförklaring. Den 16 augusti 1945 tog han och andra likasinnade ungdomar den nationalistiska rörelsen ledare Sukarno och Mohammad Hatta till staden Rengasdengklok och tvingade dem att deklarera Indonesiens självständighet för att fylla tomrummet efter de japanska ockupationsmakten som hade överlämnats. Sukarno och Hatta deklarerade slutligen Indonesiens självständighet den 17 augusti 1945. De två blev också valda till Indonesiens förste president och vicepresident. Efter Indonesiens självständighet, bildade Malik Murbapartiet och använde det som en plattform för att bli medlem parlamentet. Malik tjänstgjorde också som tredje vice ordförande i den indonesiska centrala nationella kommittén (Knip).
Efter att ha varit journalist och politiker, tog Malik sedan upp uppgiften som diplomat. År 1959 utsågs han till ambassadör i Sovjetunionen och Polen. Detta följdes 1962 av en utnämning som ordförande för den indonesiska delegationen för förhandlingarna att lämna över West Irian till Indonesien. Han tjänstgjorde sedan som handelsminister innan han utnämndes till minister för genomförandet av den styrda ekonomin i Sukarnos kabinett.
År 1966 förlorade Sukarno sina verkställande befogenheter när han överlämnade dem till generallöjtnant Suharto genom ett presidentdekret som kallas Supersemar. Även om Sukarno fortsatte att behålla titeln president, var de facto makten i händerna på Suharto. I regeringsombildningen som följde utsågs Malik till utrikesminister. Malik, tillsammans med Suharto och Hamengkubuwono IX bildade ett triumvirat som försökte vända Sukarno politik.
När Suharto slutligen valdes till president 1968, fortsatte Malik att fungera som utrikesminister. År 1970 cementerade Malik sin position i regimen genom att officiellt gå med i Golkar. Malik skulle också representera Indonesien och vara ställföreträdare för Suharto i toppmöten då denne inte visade mycket intresse för utrikespolitiken under de första åren av sitt presidentskap. År 1971 valdes Malik till ordförande för FN:s generalförsamling.
År 1977 blev Malik utbytt som utrikesminister när han övertog ordförandeskapet i folkets rådgivande församling (MPR). Hans tid på denna post skulle dock inte bli lång. I mars 1978 hade Suharto valts till president för en 3:e period och hade förväntat att Hamengkubuwono IX skulle fortsätta som vicepresident. Denne avböjde dock att bli nominerad och efter att ha granskat några alternativa kandidater, valde Suharto Malik till sin vicepresident, ett ämbete han innehade till 1983.